# Clonia melanoptera
Clonia melanoptera är en insektsart som först beskrevs av Carl von Linné 1758.  Clonia melanoptera ingår i släktet Clonia och familjen vårtbitare. Inga underarter finns listade i Catalogue of Life.